# Гімнастика на літніх Олімпійських іграх 1948
Змагання з гімнастики на літніх Олімпійських іграх 1948 в Лондоні відбулися в Ерлс Корт. Розіграно 9 комплектів нагород у спортивній гімнастиці (8 серед чоловіків і 1 серед жінок). В командному заліку перше місце посіла збірна Фінляндії, яка здобула 10 медалей, зокрема 6 золотих.

## Таблиця медалей
| Місце               | Країна               | Золото | Срібло | Бронза | Загалом |
| ------------------- | -------------------- | ------ | ------ | ------ | ------- |
| 1                   | Фінляндія (FIN)      | 6      | 2      | 2      | 10      |
| 2                   | Швейцарія (SUI)      | 3      | 4      | 2      | 9       |
| 3                   | Угорщина (HUN)       | 1      | 2      | 3      | 6       |
| 4                   | Чехословаччина (TCH) | 1      | 0      | 3      | 4       |
| 5                   | США (USA)            | 0      | 0      | 1      | 1       |
| Загалом (5 збірних) | Загалом (5 збірних)  | 11     | 8      | 11     | 30      |

### Чоловіки
| Дисципліни         | Золото | Срібло | Бронза |
| ------------------ | --- | --- | --- |
| Абсолютна першість | Вейкко Хухтанен (FIN) | Вальтер Леманн (SUI) | Пааво Аалтонен (FIN) |
| Командна Першість  | Фінляндія (FIN) Пааво Аалтонен Вейкко Хухтанен Калеві Лайтінен Олаві Рове Алексантері Саарвала Суло Салмі Гейккі Саволайнен Ейнарі Терясвірта | Швейцарія (SUI) Карл Фрай Крістіан Кіпфер Вальтер Леманн Робер Люсі Міхаель Рейш Йозеф Штальдер Еміль Штудер Мельхіор Тальманн | Угорщина (HUN) Ласло Бараняї Йожеф Фекете Дєзе Модьороші Янош Модьороші-Кленч Ференц Патакі Лайош Санта Лайош Тот Ференц Варкеї |
| Вільні вправи      | Ференц Патакі (HUN) | Янош Модьороші-Кленч (HUN) | Зденек Ружичка (TCH) |
| Перекладина        | Йозеф Штальдер (SUI) | Вальтер Леманн (SUI) | Вейкко Хухтанен (FIN) |
| Паралельні бруси   | Міхаель Рейш (SUI) | Вейкко Хухтанен (FIN) | Йозеф Штальдер (SUI) |
| Паралельні бруси   | Міхаель Рейш (SUI) | Вейкко Хухтанен (FIN) | Крістіан Кіпфер (SUI) |
| Кінь               | Пааво Аалтонен (FIN) | не нагороджували | не нагороджували |
| Кінь               | Вейкко Хухтанен (FIN) | не нагороджували | не нагороджували |
| Кінь               | Гейккі Саволайнен (FIN) | не нагороджували | не нагороджували |
| Кільця             | Карл Фрай (SUI) | Міхаель Рейш (SUI) | Зденек Ружичка (TCH) |
| Опорний стрибок    | Пааво Аалтонен (FIN) | Олаві Рове (FIN) | Янош Модьороші-Кленч (HUN) |
| Опорний стрибок    | Пааво Аалтонен (FIN) | Олаві Рове (FIN) | Ференц Патакі (HUN) |
| Опорний стрибок    | Пааво Аалтонен (FIN) | Олаві Рове (FIN) | Лео Соторник (TCH) |

### Жінки
| Дисципліни        | Золото | Срібло | Бронза |
| ----------------- | --- | --- | --- |
| Командна першість | Чехословаччина (TCH) Зденка Гонсова Марі Коварова Милослава Мисакова Мілена Мюллерова Віра Ружичкова Ольга Шильганова Божена Срнцова Зденка Верміровська | Угорщина (HUN) Едіт Векінгер Марія Залай-Кеві Ірен Карчич Ержебет Гуляш-Кетелеш Ержебет Балаж Ольга Ташш Анна Фехер Маргіт Надь-Шандор | США (USA) Ладіслава Баканіч Меріен Барон Консетта Ленц Дороті Далтон Мета Елсте Гелен Шифано Клара Шрот Аніта Сімоніс |